# Hollywood (singel Madonny)
Hollywood – drugi singel pochodzący z dziewiątego studyjnego albumu Madonny American Life. Utwór został stworzony oraz wyprodukowany przez Madonnę i Mirwaisa Ahmadzaï.
Utwór odniósł umiarkowany sukces. Do pierwszej dziesiątki dostał się tylko w Wielkiej Brytanii, Kanadzie, Finlandii i Włoszech. Został zbojkotowany przez amerykańskie stacje radiowe i nie dostał się na listę 100 najlepszych singli Billoardu. To pierwszy taki przypadek w karierze Madonny od 20 lat, kiedy na listę Hot 100 nie trafiły jej dwa pierwsze single. Podobny los spotkał kolejne single z albumu American Life. W Europie singel poradził sobie lepiej, jednak bardzo szybko spadł z czołowych miejsc list przebojów.

## Lista utworów i formaty singla
Promo CD-Singel
1. Hollywood (Radio Edit) – 03:42

2-ścieżkowy CD-Singel
1. Hollywood (Radio Edit) – 03:42
2. Hollywood (The Micronauts Remix) – 06:25

UK 3-ścieżkowy CD-Singel CD1
1. Hollywood (Radio Edit) – 03:42
2. Hollywood (Oakenfold Full Remix) – 07:01
3. Hollywood (Deepsky's Home Sweet Home Vocal Remix) – 07:34

UK 3-ścieżkowy CD-Singel CD2
1. Hollywood (Radio Edit) – 3:42
2. Hollywood (Jacques Lu Cont's Thin White Duck Mix) – 07:09
3. Hollywood (The Micronauts Remix) – 06:25

Amerykański, Kanadyjski, UK i Australijski 6-ścieżkowy CD-Maxi Singel
1. Hollywood (Radio Edit) – 03:42
2. Hollywood (Jacques Lu Cont's Thin White Duck Mix) – 07:09
3. Hollywood (The Micronauts Remix) – 06:25
4. Hollywood (Oakenfold Full Remix) – 07:01
5. Hollywood (Deepsky's Home Sweet Home Vocal Remix) – 07:34
6. Hollywood (Calderone & Quayle Glam Mix) – 09:22

## Teledysk
Reżyserem teledysku do piosenki "Hollywood" jest Jean Baptiste-Mondino, który wyreżyserował także poprzednie klipy Madonny do utworów "Justify My Love", "Human Nature" oraz "Don’t Tell Me". Klip został nakręcony 2 i 3 czerwca 2003 roku w Universal Studios w Universal City (Kalifornia). Jego premiera odbyła się 23 czerwca 2003 na kanale VH1. Madonna występuje w nim w kilku wcieleniach. W jednej ze scen artystka ma na sobie biżuterię należącą kiedyś do Mae West wartą 20 mln $. Prawie we wszystkich ujęciach artystka ma na głowie peruki.
Wkrótce po premierze teledysku Madonna została oskarżona o plagiat przez syna nieżyjącego fotografa Guya Bourdina, bowiem niektóre ujęcia z wideoklipu do złudzenia przypominały zdjęcia wykonane przez fotografa. Bourdin wytoczył Madonnie proces, który zakończył się porozumieniem, na mocy którego piosenkarka wypłaciła mu 600,000 $.
Istnieje alternatywna wersja teledysku, wyreżyserowana przez Dustina Robertsona do remiksu "The Aviddiva Remix". Zawiera ona ujęcia z wersji Baptiste-Mondino, ostatecznie niewykorzystane w pierwowzorze wideoklipu.

## Ciekawostki
- W jednej ze scen teledysku Madonna ma na sobie biżuterię należącą kiedyś do amerykańskiej aktorki Mae West, która warta jest ponad 20 mln $.
- Piosenka Hollywood rzadko była puszczana w amerykańskich rozgłośniach radiowych. Wizerunek Madonny pogorszył się po tym jak "obraziła" amerykanów utworem i płytą American Life. Wtedy też bojkotowano wszystkie kolejne single tego albumu.
- W 2003 roku Madonna nagrała remiks piosenki Into The Groove i Hollywood na potrzeby kampanii promocyjnej dla firmy odzieżowej GAP. Remiks zatytułowany Into The Groove Hollywood swoim rapem wsparła Missy Elliott. Obie artystki wystąpiły również w specjalnej reklamie, w której użyto piosenki. Otrzymała ona jednak negatywne recenzje krytyków. Później remiks trafił na kompilację Remixed & Revisited, a następnie Madonna wykonała tę wersję na trasie Re-Invention w 2004 roku.

## Listy sprzedaży
| Kraj              | Najwyższa pozycja | Sprzedaż |
| ----------------- | ----------------- | -------- |
| Australia         | 16                | 10 000   |
| Austria           | 34                | -        |
| Brazylia          | 21                | -        |
| Europa            | 3                 | -        |
| Finlandia         | 8                 | -        |
| Francja           | 22                | 45 000   |
| Hiszpania         | 2                 | -        |
| Irlandia          | 10                | -        |
| Japonia           | 5                 | 2 000    |
| Kanada            | 5 (2 tygodnie)    | 5 000    |
| Niemcy            | 21                | 60 000   |
| Szwajcaria        | 15                | -        |
| Szwecja           | 19                | -        |
| Stany Zjednoczone | -                 | 48 000   |
| Wielka Brytania   | 2                 | 55 000   |
| Włochy            | 3                 | -        |